# Gherardo Casini Editore
Gherardo Casini Editore è stata una casa editrice italiana divenuta marchio editoriale del gruppo Rusconi Libri.

## Storia
Fu fondata a Roma nel 1949 dal giornalista Gherardo Casini (1903-1994), che era stato anche editore de Il Telegrafo di Livorno. Nel settembre 1951, ha pubblicato per prima il best seller Dianetica di L. Ron Hubbard.
Nel 1952 fu il primo a pubblicare in Italia J.D. Salinger, con Vita da uomo, traduzione del romanzo The Catcher in the Rye, scritto l'anno precedente. Durante la seconda metà degli anni cinquanta avvierà la pubblicazione, a carattere enciclopedico in più volumi, de Le civiltà dell'oriente, a cura di Giuseppe Tucci, che chiama a collaborarvi studiosi di fama mondiale ed è ancor oggi un punto di riferimento per gli studiosi delle civiltà dell'Asia. 
Ottenne grande successo negli anni sessanta con la pubblicazione delle traduzioni di grandi classici di letteratura straniera in edizione tascabile, nella collana come "Gherardo Casini Edizioni Periodiche".
I titoli furono ceduti nel 1985 alla Fratelli Melita Editori di La Spezia, che mantenne in vita la collana dei classici stranieri.
Nel 1994 fu ceduta alla Rusconi Libri che mantenne la Gherardo Casini Editore come storico marchio registrato, e che da allora lo ha ripresentato con nuove opere di storia in una elegante veste editoriale.

## Pubblicazioni
- Collana di classici stranieri "Grandi maestri", comprendente opere di Stendhal, Hugo, Tolstoj, Kipling, Mérimée, Dostoevskij, Stevenson[3].
- Collana di libri in edizione economica (anni settanta): "I Libri del Sabato".